# Сидулов, Константин Никифорович
Константин Никифорович Сидулов (род. 1 января 1977, Челябинск) — российский хоккеист, защитник. Мастер спорта России (2008).

## Биография
Воспитанник ДЮСШ «Трактор», тренер В. И. Шабунин.
Начинал играть в «Таганае» Златоуст (1993/94). В декабре 1994 года провёл два матча в МХЛ за «Трактор», отыграл за клуб ещё три сезона, в звене с Анваром Гатиятулиным. В этот период также выступал за «УралАЗ» Миасс, «Звезду» Чебаркуль, «Надежду» Челябинск.
На драфте НХЛ 1997 года был выбран в 5-м раунде под общим 118-м номером клубом «Монреаль Канадиенс». В 1998—1999 годах играл за «Фредериктон Канадиенс», «Квебек Цитаделлс» (Канада, AHL) и «Майами Матадорс», «Таллахасси Тайгер Шаркс» (США, ECHL).
В дальнейшем выступал за клубы «Мечел» Челябинск (1999/2000 — 2001/02), «Трактор» (2002/03), «Кедр» Новоуральск (2002/03), «Газовик» Тюмень (2002/03 — 2003/04), «Металлург» Лиепая (Латвия, 2004/05 — 2005/06), «Зауралье» Курган (2006/07), «Казахмыс» Сатпаев (Казахстан, 2007/08).
Бронзовый призёр чемпионата мира среди молодёжных команд 1997.
Окончил Челябинский государственный педагогический университет по специальности «Физическая культура» (1999).
Тренер в хоккейной школе имени С. Макарова (2009/10), СДЮСШОР «Трактор» (2010—2013), ХК «Мамонты Югры» (Ханты-Мансийск, МХЛ, 2013/14 — 2014/15), СДЮСШОР «Ак Барс» (Казань, 2015/16, СДЮСШОР «Металлург» Магнитогорск (с 2016).